# Ilay Camara
Ilay Camara, né le 18 janvier 2003 à Bonheiden en Belgique, est un footballeur international sénégalais qui joue au poste de défenseur ou d'attaquant au RSC Anderlecht. Il possède également la nationalité belge,.

## Biographie

### En club

#### Jeunesse et formation
Après avoir débuté au KSC Keerbergen (nl), Ilay Camara commence sa formation à l'OH Louvain avant de passer en 2019, à l'âge de seize ans, au RSC Anderlecht où il joue la saison 2022-2023 avec les RSCA Futures, en deuxième division belge. Il signe son premier contrat professionnel fin février 2023 chez les Mauves.

#### RWD Molenbeek
Le 6 septembre 2023, il est transféré au RWD Molenbeek qui vient d'être promu en division 1 belge où il signe un contrat portant sur trois saisons. Lors de la saison 2023-2024, il inscrit son premier but contre le KV Courtrai, le 4 novembre 2023. Il joue 28 matches en championnat, inscrivant trois buts et délivrant sept passes décisives, ainsi que trois rencontres en coupe de Belgique mais ne peut éviter la descente du club bruxellois en division 2, un an seulement après avoir retrouvé l'élite.

#### Standard de Liège
Le 13 août 2024, il est prêté au Standard de Liège avec option d'achat. Il joue ses premières minutes pour les Rouches le 18 août, face au KV Courtrai (défaite, 0-1). La semaine suivante, il est titulaire contre le Beerschot et provoque le penalty qui permet à l'équipe liégeoise de remporter la victoire (1-0) puis reste dans le onze de base pour la suite de la saison. Droitier, il occupe le poste d'ailier gauche, l'aile droite étant occupée par Marlon Fossey. Le 16 avril 2025, le Standard lève l'option d'achat et Camara signe un contrat jusqu'en juin 2029. 

#### RSC Anderlecht
Le  5 juillet 2025, il quitte le Standard de Liège, pour faire son retour chez le rival, le RSC Anderlecht, où il a été en partie formé, dans un transfert dont le montant est évalué entre 4 et 4,5 millions d'euros. Il signe un contrat pour cinq saisons auprès du club bruxellois.

### En sélections nationales
Ilay Camara est international belge avec les moins de 15 ans et les moins de 16 ans. Il est appelé chez les espoirs par Gill Swerts en novembre 2024 pour les barrages des éliminatoires du Championnat d'Europe espoirs 2025 mais il ne prendra toutefois pas part au jeu dans aucune des deux rencontres.
Le 17 mars 2025, il annonce qu'il change de nationalité sportive et opte pour celle du Sénégal. Si son choix est avant tout celui du cœur, il peut aussi s'expliquer, d'une part, par le fait qu'il estime ne jamais avoir été pris au sérieux dans les équipes de jeunes belges et, d'autre part, car il a été sélectionné par Pape Thiaw pour disputer deux rencontres de qualifications pour la Coupe du monde 2026 avec les Lions de la Teranga, face au Soudan et au Togo. Après Konstantínos Karétsas et Chemsdine Talbi, qui ont également choisi de représenter respectivement la Grèce et le Maroc après avoir évolué dans les catégories de jeunes de la Belgique, Ilay Camara est donc le troisième jeune joueur à changer d'allégeance sportive et à tourner le dos aux Diables Rouges en deux semaines. Il fête sa première apparition avec le Sénégal le 25 mars 2025 en étant titulaire face au Togo.

## Statistiques

### En club
| Saison                | Club                     | Championnat           | Championnat | Championnat | Championnat | Coupe(s) nationale(s) | Coupe(s) nationale(s) | Coupe(s) nationale(s) | Compétition(s) continentale(s) | Compétition(s) continentale(s) | Compétition(s) continentale(s) | Compétition(s) continentale(s) | Autres compétitions | Autres compétitions | Autres compétitions | Autres compétitions | Total | Total | Total |
| Saison                | Club                     | Division              | M.          | B.          | P.d.        | M.                    | B.                    | P.d.                  | Comp.                          | M.                             | B.                             | P.d.                           | Comp.               | M.                  | B.                  | P.d.                | M.    | B.    | P.d.  |
| 2022-2023             | RSCA Futures             | Division 1B           | 17          | 0           | 5           | -                     | -                     | -                     | -                              | -                              | -                              | -                              | PO                  | 9                   | 0                   | 1                   | 26    | 0     | 6     |
| 2023-2024             | RSCA Futures             | Division 1B           | 4           | 0           | 0           | -                     | -                     | -                     | -                              | -                              | -                              | -                              | -                   | -                   | -                   | -                   | 4     | 0     | 0     |
| Sous-total            | Sous-total               | Sous-total            | 21          | 0           | 5           | -                     | -                     | -                     | -                              | -                              | -                              | -                              | -                   | 9                   | 0                   | 1                   | 30    | 0     | 6     |
| 2023-2024             | RWD Molenbeek            | Division 1A           | 22          | 3           | 5           | 3                     | 0                     | 0                     | -                              | -                              | -                              | -                              | PO3                 | 6                   | 0                   | 1                   | 31    | 3     | 6     |
| 2024-2025             | Standard de Liège (prêt) | Division 1A           | 26          | 0           | 5           | 2                     | 0                     | 1                     | -                              | -                              | -                              | -                              | PO2                 | 8                   | 0                   | 0                   | 36    | 0     | 6     |
| 2025-2026             | RSC Anderlecht           | Division 1A           | 1           | 0           | 1           | -                     | -                     | -                     | C3+C4                          | 0+1                            | 0+0                            | 0+1                            | -                   | -                   | -                   | -                   | 2     | 0     | 2     |
| Total sur la carrière | Total sur la carrière    | Total sur la carrière | 70          | 3           | 16          | 5                     | 0                     | 1                     | -                              | 1                              | 0                              | 1                              | -                   | 23                  | 0                   | 2                   | 99    | 3     | 20    |

### En sélections nationales
| Saison                | Sélection             | Phases finales        | Phases finales | Phases finales | Phases finales | Éliminatoires CDM | Éliminatoires CDM | Éliminatoires CDM | Éliminatoires CAN | Éliminatoires CAN | Éliminatoires CAN | Matchs amicaux | Matchs amicaux | Matchs amicaux | Total | Total | Total |
| Saison                | Sélection             | Compétition           | M              | B              | Pd             | M                 | B                 | Pd                | M                 | B                 | Pd                | M              | B              | Pd             | M     | B     | Pd    |
| --------------------- | --------------------- | --------------------- | -------------- | -------------- | -------------- | ----------------- | ----------------- | ----------------- | ----------------- | ----------------- | ----------------- | -------------- | -------------- | -------------- | ----- | ----- | ----- |
| 2024-2025             | Sénégal               | -                     | -              | -              | -              | 1                 | 0                 | 0                 | -                 | -                 | -                 | -              | -              | -              | 1     | 0     | 0     |
| Total sur la carrière | Total sur la carrière | Total sur la carrière | -              | -              | -              | 1                 | 0                 | 0                 | -                 | -                 | -                 | -              | -              | -              | 1     | 0     | 0     |

### Matchs internationaux
| Matchs internationaux d'Ilay Camara, | Matchs internationaux d'Ilay Camara, | Matchs internationaux d'Ilay Camara,      | Matchs internationaux d'Ilay Camara, | Matchs internationaux d'Ilay Camara, | Matchs internationaux d'Ilay Camara,    | Matchs internationaux d'Ilay Camara, | Matchs internationaux d'Ilay Camara,                          |
| #                                    | Date                                 | Lieu                                      | Adversaire                           | Résultat                             | Compétition                             | Club                                 | Notes                                                         |
| ------------------------------------ | ------------------------------------ | ----------------------------------------- | ------------------------------------ | ------------------------------------ | --------------------------------------- | ------------------------------------ | ------------------------------------------------------------- |
| 1                                    | 25 mars 2025                         | Stade Abdoulaye-Wade, Diamniadio, Sénégal | Togo                                 | V 2 - 0                              | Éliminatoires de la Coupe du monde 2026 | Standard de Liège                    | Titulaire, remplacé par Antoine Mendy à la 55e minute de jeu. |